# Jamar Diggs
Jamar Anthony Diggs (Minneapolis, 27 novembre 1988) è un cestista statunitense.

## Palmarès
- Campionato cipriota: 1

APOEL Nicosia: 2013-2014